# PKO圓形大廳

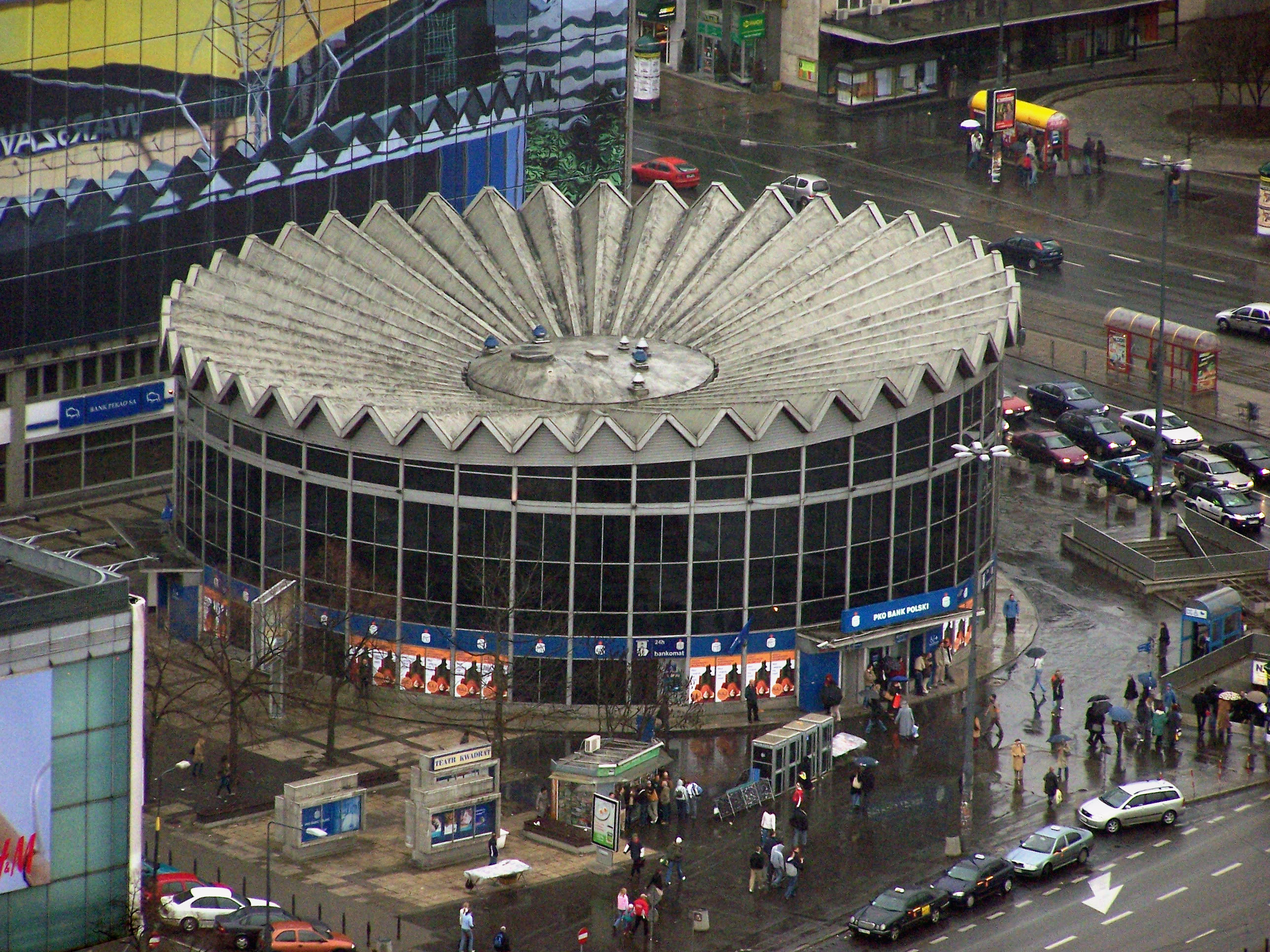
由科學文化宮所見的PKO圓形大廳，2006年

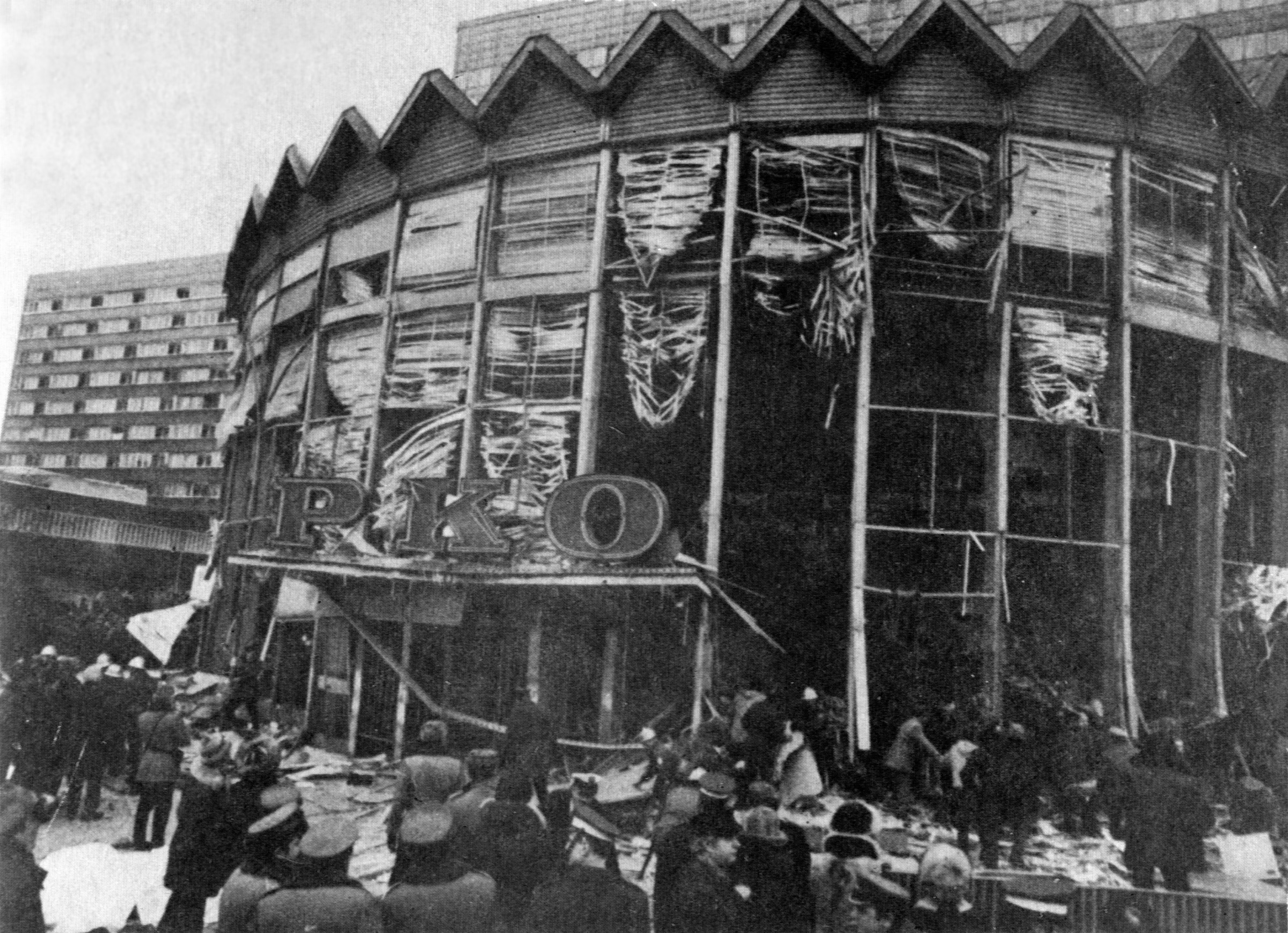
1979年氣爆過後的建築

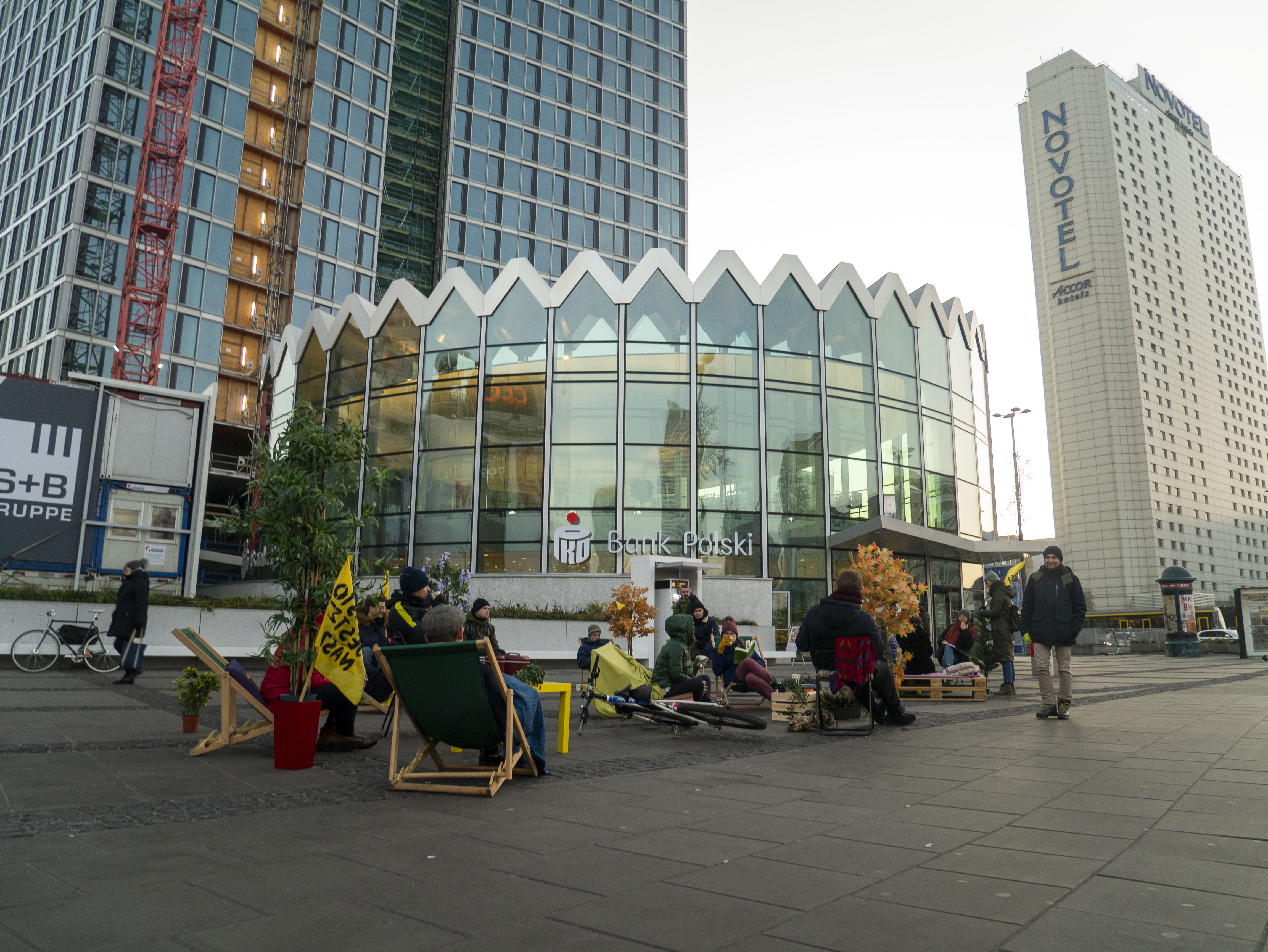
2019年，改建後的新建築

PKO圓形大廳（波蘭語：PKO Rotunda）是位於波蘭華沙市中心的圓形大廳式建築，由波兰储蓄银行擁有，於1966年竣工。
建築由建築師Jerzy Jakubowicz設計，外立面設有透明窗戶，由於其形狀，特別是屋頂具有特徵性的鋸齒與波蘭的軍帽相似，因此被戲稱為“將軍帽”。
1979年2月發生瓦斯爆炸，造成49人死亡，建築的70%被毀。之後建築依照原貌修復，同年10月再次開放。
儘管它是官方認可的歷史建築，2015年，華沙官員同意業主拆除這座建築，因為當時人們認為這座建築在1979年爆炸後已完全重建（因此非最初的歷史建築）。該分行於2016年12月23日關閉。2017年3月，建築商被勒令停止拆除，因為幾天后發現大部分建築實際上仍為原始的建築結構。該建築隨後被小心翼翼地拆除，但保留了部分原始建築（中央構件和屋頂），以便容納到新建築中。
一座形狀與原建築相似的新三層樓建築於2019年11月啟用，其中兩層樓的為PKO銀行的分支機構，頂層有一家咖啡店。

## 外部連結
- 维基共享资源上的相關多媒體資源：PKO圓形大廳

52°13′50″N 21°00′45″E / 52.23056°N 21.01250°E